# 康定梾木
康定梾木（学名：Swida schindleri）为山茱萸科梾木属下的一个种。

## 扩展阅读
- 維基物種上的相關：康定梾木